# Dactylia candelabrum
Dactylia candelabrum är en svampdjursart som först beskrevs av Lendenfeld 1889.  Dactylia candelabrum ingår i släktet Dactylia och familjen Callyspongiidae. Inga underarter finns listade i Catalogue of Life.